# NGC 5452
NGC 5452 (również PGC 49426 lub UGC 8867) – galaktyka spiralna z poprzeczką (SBcd), znajdująca się w gwiazdozbiorze Małej Niedźwiedzicy. Odkrył ją William Herschel 20 grudnia 1797 roku.